# Кисельов Аркадій Леонтійович
Аркадій Леонтійович Кисельов (справжнє прізвище, ім'я, по батькові: Кеслер Арон Лазаревич) (1880, Київ — розстріляний 22 вересня 1938, Київ) — український радянський державний діяч. Член ЦВК СРСР 7-го скликання. Кандидат у члени ЦК КП(б)У в листопаді 1927 — червні 1930 р. Член Центральної контрольної комісії КП(б)У в червні 1930 — січні 1934 р. Член ЦК КП(б)У в січні 1934 — травні 1937 р. Член Центральної контрольної комісії ВКП(б) у липні 1930 — січні 1934 р.

## Біографія
Народився в родині робітника. Закінчив міське училище, здобув середню освіту. Працював робітником-механіком.
Член РСДРП(б) з 1902 року, брав участь у революційному русі, був заарештований в 1902 і 1904 роках, у 1904 році виїхав за кордон.
З 1908 до 1917 року проживав в Сполучених Штатах Америки, був партійним організатором та пропагандистом. У березні 1912 року в Ньюарку в нього народився син Леон. 1917 року родина повернулася до Росії.
Після Лютневої революції 1917 року в Росії — один із організаторів Червоної гвардії в Донбасі. Згодом перебував у лавах Червоної армії.
Від 1921 року — на партійній і господарській роботі в Челябінській губернії та Донецькому басейні.
У 1929—1930 роках — голова Сталінської окружної контрольної комісії КП(б)У-РСІ у Донбасі.
З 1930 до січня 1934 року — секретар Партійної колегії Центральної контрольної комісії КП(б)У.
Від 26 травня 1934 року по січень 1935 року — народний комісар постачання Української СРР.
Від січня 1935 року по вересень 1936 року — народний комісар юстиції та генеральний прокурор УСРР, член секретаріату ВУЦВК, член Ради ЦВК СРСР. На надзвичайному VIII Всесоюзному з'їзді рад в грудні 1936 року у складі редакційної комісії по встановленню остаточного тексту Конституції СРСР.
У 1937—1938 роках — в.о. секретаря Всеукраїнського Центрального Виконавчого Комітету (ВУЦВК), член Президії ВУЦВК.
До березня 1938 року — секретар Партійної колегії Комісії партійного контролю (КПК) при ЦК ВКП(б) по Україні.
Заарештований 15 квітня 1938 року як учасник «правотроцькістської організації». Засуджений 22 вересня 1938 року виїзною сесією Військової колегії ВС СРСР до розстрілу.
Реабілітований посмертно  1956 року.